# Wait a Minute (Just a Touch)
"Wait a Minute (Just a Touch)" é o primeiro single da cantora de hip hop britânica Estelle, para seu segundo álbum de estúdio Shine.
O single foi produzido, e tem a participação, do integrante do grupo Black Eyed Peas will.i.am. Foi disponível como download em 19 de novembro de 2007 e lançado fisicamente uma semana depois, em 26 de novembro de 2007. O single foi lançado apenas no Reino Unido.

## Formatos e faixas
CD (RU)(B000Y5VIL6)
1. "Wait a Minute (Just a Touch)" (Versão do álbum) - 4:21
2. "Wait a Minute (Just a Touch)" (Vídeo) - 3:42

Download digital
1. "Wait a Minute (Just a Touch)" (Versão do álbum) - 4:21

## Desempenho nas paradas
O single foi lançado em 19 de novembro de 2007 no Reino Unido e falhou a entrar no UK Top 100 Singles.